# 奥利·马特森
奥利·马特森（英語：Ollie Matson，1930年5月1日—2011年2月19日），美国男子田径、橄榄球运动员。他曾代表美国参加1952年夏季奥林匹克运动会田径比赛，获得一枚银牌和一枚铜牌。